# Пет Морита
Норијуки Пет Морита (енгл. Noriyuki "Pat" Morita; Ајлтон, 28. јун 1932 — Лас Вегас, 24. новембар 2005) је био амерички филмски глумац. Познат је као господин Мијаги у тетралогији филмова Карате Кид где је номинован за Оскара за најбољу споредну улогу. Глумио је углавном учитеље борилачких вештина.